# Octobre 1790

## Événements

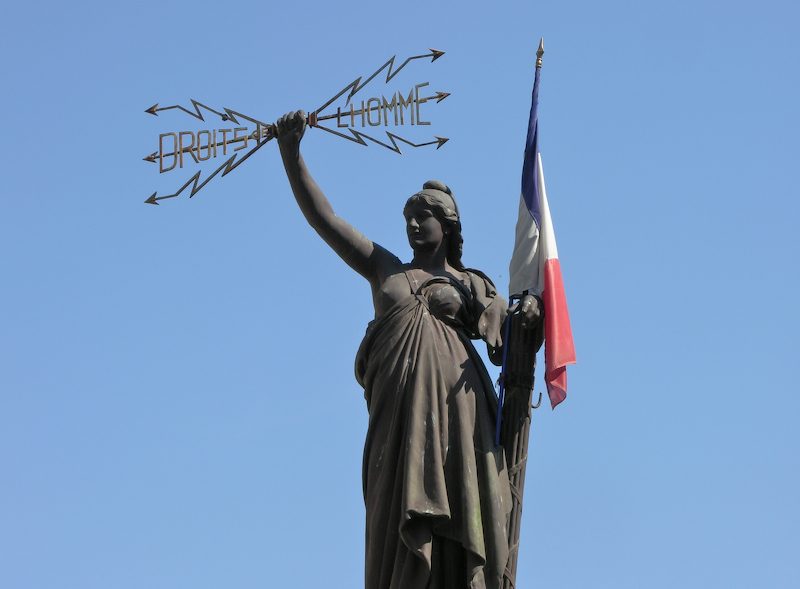
Statue de la République brandissant les droits de l'homme. Dans la main gauche, la femme personnifiant la République tient un drapeau français, bleu, blanc, rouge. Dans la droite elle tient un éclair sur lequel s'inscrit: droits de l'homme. À Pézenas, Hérault.

- 5 octobre, France : début de la discussion à l'Assemblée sur le système des impositions : Claude-Pierre de Delay d'Agier, député de la noblesse de la province du Dauphiné fait un discours « Sur le projet de décret du Comité de l'imposition sur la contribution foncière ».

- 11 octobre, France : dans le cadre de la discussion à l'Assemblée sur le système des impositions : Claude-Pierre de Delay d'Agier, député de la noblesse de la province du Dauphiné fait un discours « Sur la définition du revenu net imposable d'une propriété foncière ».

- 15 octobre, France : le maire de Paris, Bailly, appose les scellés sur les archives du Parlement de Paris, qui sont transportées aux archives de France.

- 18 octobre : bataille de Fort Wayne.

- 19 - 22 octobre : les Iroquois conduit par le chef Michikinikwa sont victorieux à plusieurs reprises du général Harmar près de Kekionga, dans la région de l'actuel Fort Wayne, au sud du Michigan[1].

- 22 octobre :
  - Grande-Bretagne : acquittement du lieutenant William Bligh, accusé de la perte du Bounty, vaisseau de guerre de Sa Majesté[2].
  - France : adoption du drapeau tricolore par décision de l'Assemblée Constituante.

- 24 octobre, France : adoption par décision de l'Assemblée Constituante du premier emblème national tricolore : le premier pavillon national français.

- 28 octobre :
  - Saint-Domingue : soulèvement des Libres de couleur à Port-au-Prince organisé par Vincent Ogé, qui réclame l'exécution du décret du 8 mars ; battus, Ogé et ses partisans sont livrés par les Espagnols et exécutés le 26 février 1791[3].
  - France : discours de Merlin de Douai sur le droit des peuples à disposer d'eux-mêmes.

## Naissances
- 8 octobre : Franciszek Sznajde († 1850), général de brigade polonais.
- 21 octobre : Alphonse de Lamartine, poète français.
- 25 octobre : Robert Stirling († 1878), inventeur écossais.

## Décès
- 11 octobre : Marmaduke Tunstall, ornithologue et collectionneur britannique (° 1743).
- 19 octobre : Lyman Hall, (né le 12 avril 1724), est l'un des Pères fondateurs des États-Unis, signataire de la Déclaration d'indépendance des États-Unis en tant que représentant de l'État de Géorgie.